# Rédics, Zala
Rédics  este un sat în districtul Lent, județul Zala, Ungaria, având o populație de 992 de locuitori (2011). 

## Demografie
Componența etnică a satului Rédics
     Maghiari (96,83%)
     Romi (2,04%)
     Alții (1,13%)
Componența confesională a satului Rédics
     Romano-catolici (72,28%)
     Reformați (2,02%)
     Fără religie (1,61%)
     Necunoscută (23,19%)
     Atei (0,91%)
     Alte religii (0,4%)
Conform recensământului din 2011, satul Rédics avea 992 de locuitori. Din punct de vedere etnic, majoritatea locuitorilor (96,83%) erau maghiari, cu o minoritate de romi (2,04%).  Din punct de vedere confesional, majoritatea locuitorilor (72,28%) erau romano-catolici, existând și minorități de reformați (2,02%) și persoane fără religie (1,61%). Pentru 23,19% din locuitori nu este cunoscută apartenența confesională.